# Constitución (stacja metra)
Constitución – stacja końcowa metra w Buenos Aires, na linii C. Znajduje się za stacją San Juan. Stacja została otwarta 9 listopada 1934.